# Змова Пізона

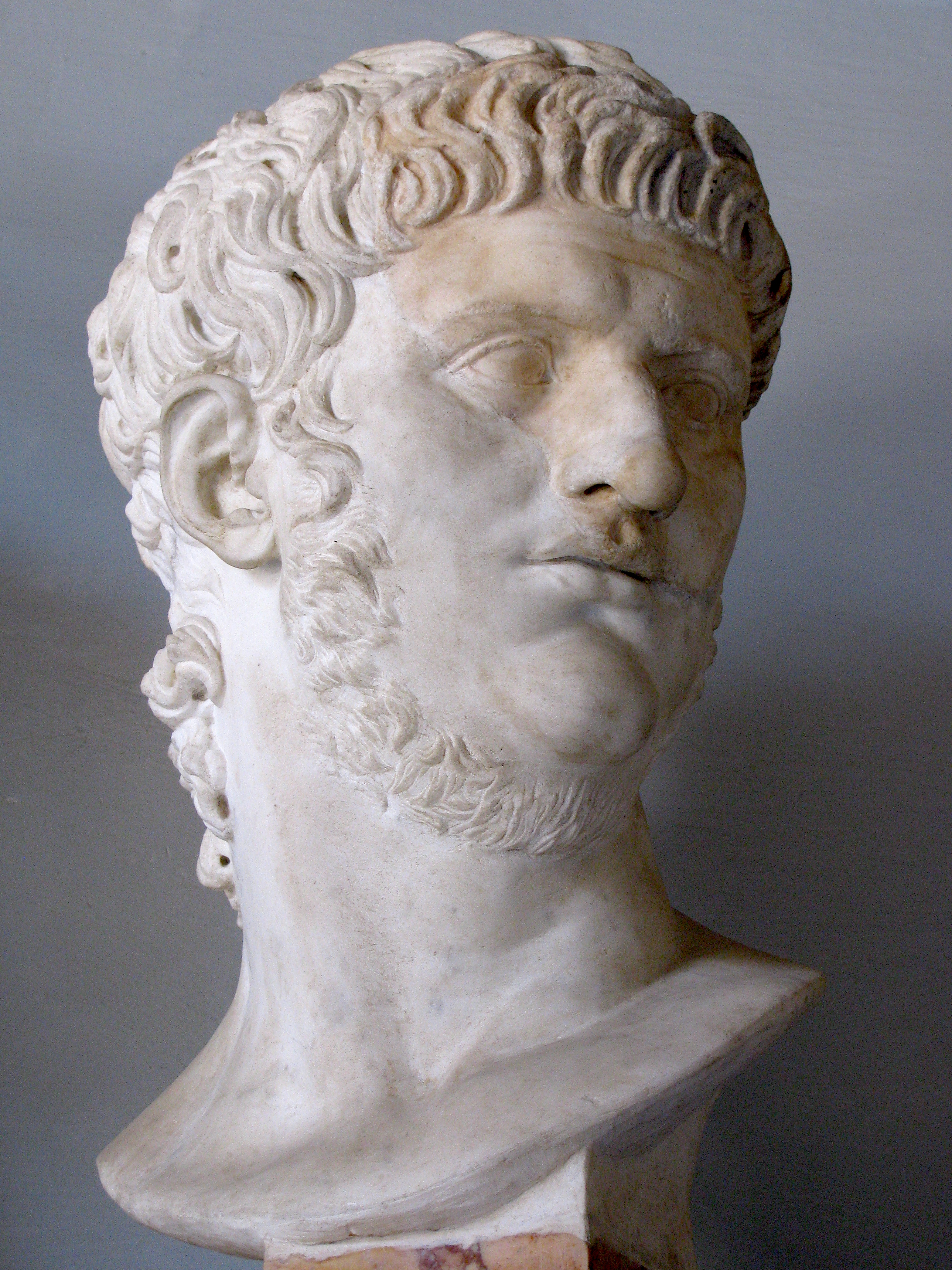
Нерон

Змова Пізона (лат. coniuratio Pisonis) — велика змова, що була організована проти імператора Нерона у 65 році н. е., з метою його вбивства та передачі влади сенатору Гаю Карпульнію Пізону. Змова закінчилася провалом, більшість учасників цієї змови загинули. Найдокладніше ця змова описана у Тацита («Аннали»), згадується у Діона Касія, Светонія і Полієна.

## Передумови
На початку 60-х років, після вбивства матері та відходу обох багаторічних наставників (префект преторія Секст Афраній Бурр) помер, а Луцій Анней Сенека добровільно відійшов від справ, поведінка Нерона різко змінилося: він поступово скоротив повноваження Сенату, став здійснювати екстравагантні вчинки і, нарешті, перейшов до прямої деспотії: масових страт і конфіскацій майна. Це все, викликало протест у вищих верствах римського суспільства. Склалася велика змова, заколотників якої визначити важко, але, швидше за все, це був не Пізон. Його кандидатура на роль майбутнього володаря Імперії, виникла в планах змовників, оскільки він був пов'язаний з багатьма аристократичними сім'ями, і користувався популярністю у простого народу. Про вміння та навички самого Пізона, Тацит висловлюється досить скептично .
Найпалкішими учасниками змови, «Дивлячись на серйозність їхньої зустрічі зі смертю», Тацит називає трибуна Преторіанської гвардії Субрія Флава і центуріона Сульпіція Аспера, до яких приєдналися знаменитий поет і родич Сенеки Марк Анней Лукан і обраний консулом на наступний рік Плавцій Латеран, а також представники сенаторського стану Флавій Сцевін і Афраній Квінкціан. Деякі люди, які були причетними до змови проти імператора, мали особисті рахунки: наприклад, Аннею Лукану Нерону, який також займався поезією, імператор заздрив і забороняв розповсюджувати твори, тоді як Афраній Квінктіан «зганьбив ... в огидному вірші» . Діон Кассій ніколи не згадував сенатора Пізона. Кассій стверджував, що Пізон аж ніяк не був причетний до вбивста, а змову, за словами історика, здійснили Луцій Анней Сенека і консул Луцій Фіней Руф  на чолі з лідером.

## Зародження змови
Змова зародилася в досить вузькому колі й поступово залучила велику кількість представників кінноти та офіцерів. Найвпливовішою фігурою у змові був архонт Луцій Фіні Руфус, який «зробив собі добре ім’я своїм способом життя, але його обійшли архонти»  через інтриги свого супутника. Змовники зволікали бо не були в змозі визначитися з планом вбивства Нерона. Тим часом вільновідпущенниця Епіхаріда, наложниця брата Сенеки Юнія Аннея Галліона , втомлена від їхньої нерішучості, намагається переконати змовників Мізенського флоту: оскільки Нерон любить морські подорожі, участь моряків розширила можливості змовників. 
Наварх Волузій Прокул був одним із тих, кому Нерон доручив убити свою матір, і вважав себе недостатньо  нагородженим за це. 
У приватних розмовах з Епіхаридом він погрожував помститися імператору. Епіхарид запропонував йому приєднатися до змови, чекаючи гідної винагороди, але не назвав своїх спільників. Проте Прокул вважає за краще все розповісти Нерону. Під час протистояння Епікарід все заперечував, їх свідок не розмовляв з Прокулом, але через сумніви у Нерона її затримали. Побоюючись викриття, змовники вирішили прискорити план. Вони відкинули початковий план вбивства Нерона на Віллі Піссен в Баїї і вирішили напасти на Імператора на цирковому матчі, присвяченому Церері. Плавтію Латерану в ім'я благання імператору довелося впасти до ніг Нерона, поваливши його на землю, а інші змовники завдали смертельного удару. Пізон, який чекав у храмі Церери, мав бути викликаний Фіне Руфусом та його спільниками і доставлений до табору преторіанської гвардії. Тацит, посилаючись на Плінія, також повідомляє, що Антонії, дочкці імператора Клавдія, довелося супроводжувати Пізона, щоб привернути вдачу простолюдинів, а потім вийти заміж. Однак сам Тацит вважав цю звістку. абсолютно недостовірною .

## Наслідки Змови
Напередодні доленосного дня замаху, змова була розкрита за доносом вільновідпущеника Флавія Сцевіна - Міліха. Повернувшись додому після тривалої розмови з Антонієм Наталом, Сцевін доручив Міліху наточити кинджал, взятий в одному з храмів і «присвячений звершенню великої справи» , а також приготувати пов'язки для ран. Крім того, він влаштував багатий бенкет, найулюбленішим рабам дав свободу, а решту обдарував грошима. Міліх, побачивши підозрілі підготовки та підбурюваний дружиною, вирішив зрадити свого патрона. Він вирушив до вільновідпущенника Нерона Епафродіта, а той доповів про все імператору. Сцевін був схоплений, але йому вдалося виправдатися у всіх звинуваченнях, доки справа не дійшла до допиту Антонія Натала. Допитані окремо, вони по-різному відповідали питання змісту їхньої останньої розмови. Це викликало підозри, і обох закували в кайдани. Вони не винесли виду показаних їм знарядь катувань. Першим заговорив Натал, вказавши на Пізона, а потім на Сенеку.
Дізнавшись про свідчення Натала, Сцевін видав решту змовників. Лукан, Квінціан і Сенеціон довго мовчали, але, отримавши обіцянку безкарності , назвали: Лукан - свою матір Ацилію, а Квінціан і Сенеціон - своїх найближчих друзів. Нерон, згадавши про донос Волузія Прокула, наказав катувати Епіхаріду. Проте кати найжорстокішими тортурами не змогли вирвати у неї визнання, а наступного дня їй вдалося накласти на себе руки. По Риму були розставлені війська, проводилися масові арешти всіх запідозрених у причетності до змови. Феній Руф, ще не виданий ніким із змовників, брав участь у дізнанні разом з Нероном і Тигелліном і навіть зупинив Субрія Флава, який мав можливість убити імператора під час розслідування.